# Cristiani per il Socialismo
Il movimento dei Cristiani per il Socialismo (in spagnolo Cristianos por el Socialismo) è stata un'organizzazione politica e culturale nata all'inizio degli anni Settanta originariamente in Cile come aggregazione di cristiani progressisti a sostegno della candidatura a presidente del socialista Salvador Allende. Movimenti analoghi nacquero immediatamente dopo in Spagna e in Italia.

## Storia

### In Italia
Nel panorama italiano il primo convegno nazionale dei "Cristiani per il socialismo" si tenne a Bologna nel settembre del 1973, proprio nei giorni tragici della caduta e della fine di Salvador Allende. Il gruppo raccoglieva cristiani di sinistra che avevano vissuto con entusiasmo l'esperienza di apertura e rinnovamento della Chiesa cattolica seguita al Concilio Vaticano II. Furono diversi gli esponenti dell'associazionismo cattolico ad aderire all'idea di una "via cristiana al socialismo" e di un "socialismo dal volto umano". Le Acli in particolare manifestarono interesse per la nuova prospettiva di un socialismo cristiano.
Tra i simpatizzanti vi fu infatti un ex presidente delle Acli come Livio Labor (che l'anno prima aveva tentato di fondare un vero partito politico di cristiani di sinistra: il Movimento Politico dei Lavoratori), altri provenienti dallo stesso movimento come Domenico Jervolino. Molti furono i giovani che avevano vissuto la contestazione del '68 nelle università come Marco Boato e Antonio Parisella. Personaggio carismatico del movimento fu un sacerdote salesiano come Giulio Girardi che svolse un ruolo di primo piano nell'organizzazione del movimento e che aveva ben conosciuto l'esperienza cilena. Dell'esperienza fece parte anche Lidia Menapace, storica esponente della Resistenza cattolica.
Il movimento ebbe vita breve e un'adesione significativa, ma piuttosto elitaria. La Chiesa cattolica lo osteggiò. A poco a poco il movimento, per le sue posizioni molto progressiste (tra le quali la scelta per NO al referendum sull'abrogazione del divorzio), divenne espressione esclusiva dei "cattolici del dissenso". Negli anni successivi molti dei suoi esponenti svolsero attività politica, aderendo a diversi partiti della sinistra, chi alle correnti di sinistra del Partito Socialista Italiano (come Livio Labor), chi a Democrazia Proletaria e poi a Rifondazione Comunista come Domenico Jervolino.